# Nipsistiário
Nipsistiário (em latim: νιψιστιάριος; romaniz.: Nipsistiários) era um título cortesão e ofício do bizantino reservado para eunucos. O ofício foi primeiro atestado no século VII, mas foi abandonado antes do século XIV, já que não é mencionado no Sobre os Ofícios de Jorge Codino. Como seu nome mostra (do grego νίπτειν, "lavar as mãos"), o nipsistiário era encarregado de segurar uma bacia de ouro com jóias incrustadas cheia d'água e ajudar o imperador bizantino a realizar as abluções rituais antes dele sair do palácio imperial ou realizar cerimônias.
De acordo com o Cletorológio de 899, sua insígnia de ofício era uma camísio (túnica) bordada com a figura de uma bacia em roxo. No Cletorológio, ele é classificado como o mais baixo na hierarquia das dignidades dos eunucos, abaixo do cubiculário, mas nos anos 900, há uma referência ao eunuco Samonas sendo promovido de cubiculário para nipsistiário.